# Winter-Universiade 2019/Freestyle-Skiing
Bei der Winter-Universiade 2019 wurden elf Wettkämpfe im Freestyle-Skiing ausgetragen.

## Bilanz

### Medaillenspiegel
| Platz  | Land        | Gold | Silber | Bronze | Gesamt |
| ------ | ----------- | ---- | ------ | ------ | ------ |
| 1      | Russland    | 4    | 5      | 3      | 12     |
| 2      | Japan       | 2    | 2      | 1      | 5      |
| 3      | Deutschland | 2    | 1      | 2      | 5      |
| 4      | Belarus     | 2    | –      | –      | 2      |
| 5      | Frankreich  | 1    | 1      | 2      | 4      |
| 6      | Kasachstan  | –    | 1      | 1      | 2      |
| 7      | China       | –    | 1      | –      | 1      |
| 8      | Tschechien  | –    | –      | 1      | 1      |
| 8      | Schweiz     | –    | –      | 1      | 1      |
| Gesamt | Gesamt      | 11   | 11     | 11     | 33     |

### Medaillengewinner

#### Männer
| Disziplin   | Gold             | Silber         | Bronze            |
| ----------- | ---------------- | -------------- | ----------------- |
| Aerials     | Maxim Burow      | Li Zhonglin    | Ruslan Katmanow   |
| Slopestyle  | Tobias Müller    | Eliot Gorry    | Jona Schmidhalter |
| Moguls      | Benjamin Cavet   | Daichi Hara    | Ikuma Horishima   |
| Dual Moguls | Ikuma Horishima  | Pawel Kolmakow | Benjamin Cavet    |
| Skicross    | Artjom Nabiullin | Maxim Wichrow  | Florian Wilmsmann |

#### Frauen
| Disziplin   | Gold                     | Silber               | Bronze                  |
| ----------- | ------------------------ | -------------------- | ----------------------- |
| Aerials     | Aljaksandra Ramanouskaja | Ljubow Nikitina      | Schanbota Aldabergenowa |
| Slopestyle  | Lana Prussakowa          | Anastassija Tatalina | Lou Barin               |
| Moguls      | Kisara Sumiyoshi         | Léa Bouard           | Sophie Weese            |
| Dual Moguls | Léa Bouard               | Kisara Sumiyoshi     | Tamara Woronina         |
| Skicross    | Jekaterina Malzewa       | Anna Antonowa        | Klára Kašparová         |

#### Mixed
| Disziplin    | Gold                                         | Silber                                   | Bronze                        |
| ------------ | -------------------------------------------- | ---------------------------------------- | ----------------------------- |
| Team Aerials | Aljaksandra Ramanouskaja / Artsiom Bashlakou | Kristina Spiridonowa / Stanislaw Nikitin | Ljubow Nikitina / Maxim Burow |